# SugarSync
SugarSync — программное обеспечение и облачное хранилище данных, разработанные компанией SugarSync Inc., предназначенные для резервного копирования пользовательских данных и их дальнейшего хранения, что позволяет получать доступ к данным на любом устройстве, предоставляющем доступ в Интернет. В настоящее время разработчик гарантирует стабильную работу на устройствах под управлением актуальных версий операционных систем Windows, Mac OS X, Android, iOS, Symbian OS, BlackBerry OS и Windows Mobile. Основными конкурентами продукта являются Microsoft SkyDrive, Dropbox, Box и Mozy.

## История
Сервис впервые представлен в 2008 году, когда компания Sharpcast анонсировала программу, развивающую функциональность их старой разработки Sharpcast Photos, которая предоставляла возможность синхронизировать фотографии пользователя.
В декабре 2013 года была опубликована информация о том, что 8 февраля 2014 года будут закрыты все бесплатные аккаунты, SugarSync перейдёт на платную модель работы.

## Критика
Эксперты в области программного обеспечения отмечают, что сервис является одним из наиболее функциональных среди своих конкурентов, обладая простой и понятной возможностью установки, возможностью синхронизировать любые файлы и папки, доступом к мобильным устройствам, хотя при этом большое количество настроек и функций запутывает пользователей. Из минусов отмечается ограниченный контроль версий файлов и нехватка бизнес-функциональности для корпоративных пользователей, а также отсутствие клиента под Linux.